# Universidad Nacional de Guinea Ecuatorial
Die Universidad Nacional de Guinea Ecuatorial (UNGE, portugiesisch Universidade Nacional da Guiné Equatorial, en.: National University of Equatorial Guinea, dt.: Nationale Universität von Äquatorialguinea) ist eine staatliche Universität und eine der bedeutendsten Universitäten von Äquatorialguinea in Zentralafrika.
Die Universität unterhält einen Campus in Malabo, sowie eine Zweigstelle in Bata. Rektor ist derzeit Filiberto Ntutumu Nguema Nchama.

## Geschichte
Die Universitätstradition der UNGE geht auf die spanische Kolonialzeit zurück, als die ersten Gymnasien des Landes gegründet wurden, die in der spanischen Identität der Bevölkerung verankert waren, bevor auf dem afrikanischen Kontinent die verschiedenen Dekolonisierungsbewegungen Gestalt annahmen.

### Vom Kolonialismus bis zur Unabhängigkeit
Die Geschichte der UNGE begann mit dem Instituto Colonial Indígena, welches am 30. März 1935 gegründet wurde, und sich auf die technische Ausbildung spezialisierte. Doch erst am 6. August 1943, als dieses Institut zur Escuela Superior Indígena (Indigenen-Höheren Schule, ESI) erhoben wurde, begann die tatsächliche Hochschulbildung in Guinea. Ab 1958 wurde das ESI in Escuela Superior Santo Tomás de Aquino (Santo Tomás de Aquino Higher School) umbenannt und änderte seinen Namen 1959 erneut in Escuela Superior Provincial („Provinzielle Höhere Schule“). In dieser Zeit bot die Einrichtung Diplome in Verwaltung, Lehramt (heute Pädagogik) und Handel (heute Wirtschaftswissenschaften) an.
Während der Unabhängigkeit des Landes unter dem Diktator Macías Nguema wurde die Schule umgestaltet und 1971 in Escuela Superior „Martin Luther King“ (Martin Luther King Higher School, ESMLK) umbenannt. Die Schule war jedoch noch nicht in der Lage, eine umfassende Ausbildung zu bieten. Dies geschah erst in den 1980er Jahren mit der Vereinigung der ESMLK mit der Pädagogischen Fakultät von Malabo, wodurch vor allem die Ausbildung der Absolventen für den Primar- und Sekundarschulunterricht ausgeweitet werden konnte.

### Reformen nach dem Putsch durch Obiang
Als Teodoro Obiang 1979 durch einen Putsch die Regierung übernahm, bemühte er sich durch eine enge Zusammenarbeit mit der UNESCO und der spanischen Regierung um eine Ausweitung des Zugangs zur Hochschulbildung. Dies gipfelte 1984 in der Umwandlung der ESMLK in die Universitätsschule für Lehrerausbildung von Malabo (spanisch Escuela Universitaria de Formación del Profesorado de Malabo). Darüber hinaus wurde 1987 mit Mitteln der Afrikanischen Entwicklungsbank die Nationale Landwirtschaftsschule (später: Universitätsschule für Landwirtschaft, Fischerei und Forstwirtschaft span.: Escuela Universitaria de Estudios Agropecuarios, Pesca y Forestal “OBIANG NGUEMA MBASOGO”) gegründet. Die Obiang von der UNESCO vorgeschlagenen Bildungsreformen führten auch zur Gründung der Universitätsschule für Lehrerausbildung von Bata und der Universitätsschule für Gesundheit und Umwelt.

### Gründung der UNGE

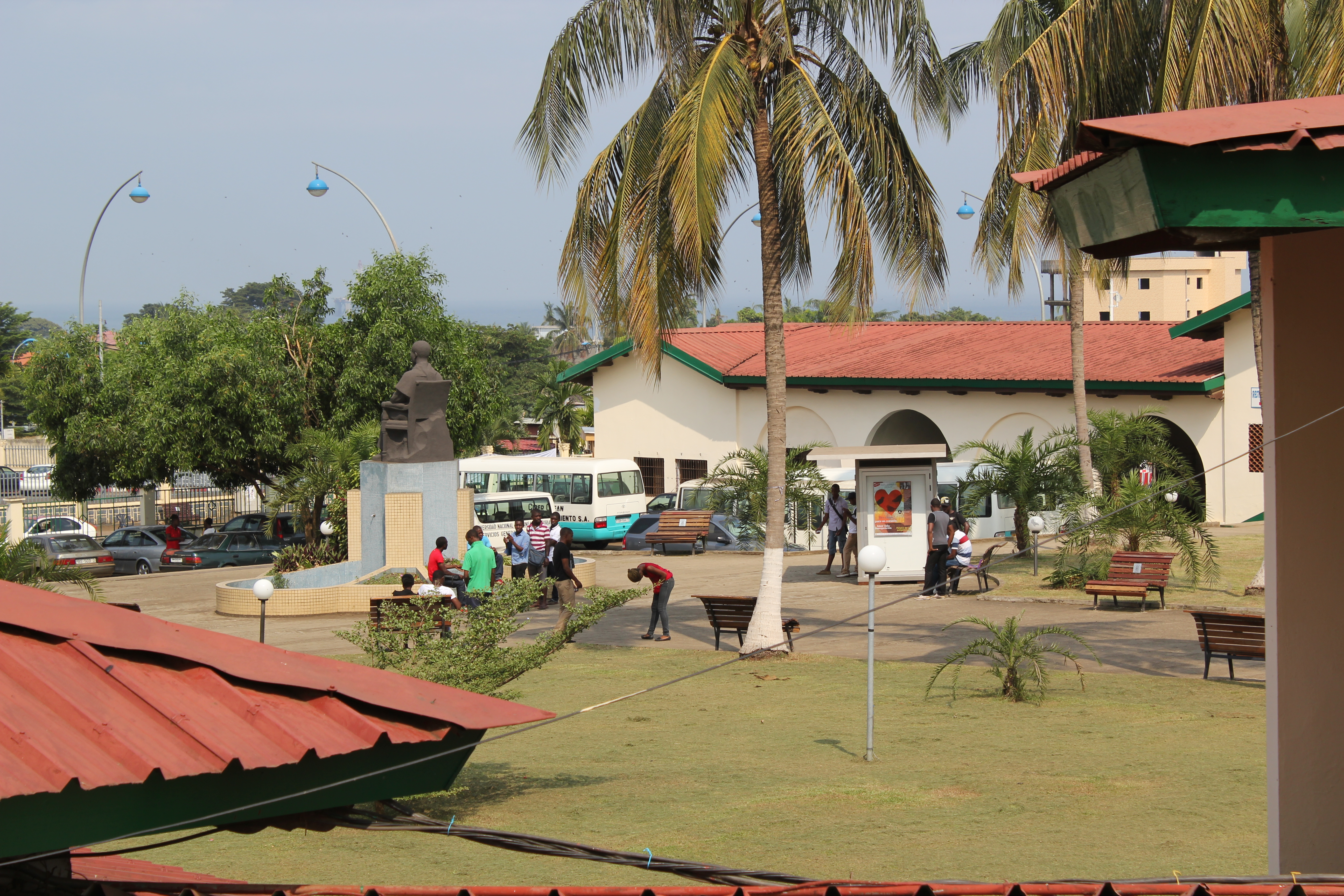
Zentralcampus der UNGE in Malabo im Jahr 2011.

Diese vier Schulen ermöglichten es dem Land, die Hochschulbildung weiterzuentwickeln und gleichzeitig wichtiges technisches Personal auszubilden. Angesichts dessen sah die Regierung die Notwendigkeit, eine Universität zu gründen, die die Institutionen vereinen würde.
Die Nationale Universität von Äquatorialguinea (UNGE; spanisch: Universidad Nacional de Guinea Ecuatorial) wurde durch das Gesetz Nr. 12/1995 vom 6. Januar 1995 gegründet.
In diesem Gesetz wurden die vier Schulen zusammengeführt:
- University School of Teacher Training of Malabo;
- University School of Agricultural, Fisheries and Forest Studies;
- University School of Teacher Training of Bata;
- University School of Health and Environment.

1998 wurde die University School of Administration in die Struktur der UNGE integriert und die Fakultät für Geistes- und Sozialwissenschaften gegründet. Im Jahr 2001 wurden die Fakultät für Medizinwissenschaften und die University School of Engineering and Technique gegründet.

## Organisationsstruktur
2015 hatte die Universität folgende Organisationsstruktur
- Faculty of Environment;
- Faculty of Arts and Social Sciences;
- Faculty of Education Sciences of Malabo;
- Faculty of Educational Sciences of Bata;
- Faculty of Architecture and Engineering of Bata;
- Medical Sciences College;
- Faculty of Humanities and Religious Sciences.

Die UNGE besteht weiterhin aus 3 angeschlossenen Universitätsschulen:
- University School of Agricultural, Fisheries and Forest Studies „Obiang Nguema Mbasogo“ (Faculty of Engineering of Malabo);
- University School of Administration;
- University School of Health and Environment.

## Infrastruktur
Der Hauptcampus in Malabo befindet sich in der Hassan-II.-Allee. Das Hauptgebäude des Direktorats wurde 1949 erbaut und gehört zum architektonischen Erbe des Landes. Das Wohnheim auf dem Malabo-Campus bietet Platz für 200 Personen.
Die Universität hat ihren Sitz in Bata.
Die Universität ist noch immer eine der Verantwortlichen für das Luba Crater Scientific Reserve und führt dort zahlreiche Forschungsprojekte durch, hauptsächlich zur lokalen Primatenpopulation.

## Rektoren
- Maria Teresa Avoro Nguema Ebana[11] (6. Januar 1995–1996), University School of Training of the Teachers of Malabo
- Federico Edjo Ovono[12] (1996–20. August 2003, University School of Agricultural, Fisheries and Forest Studies)
- Carlos Nse Nsuga[13] (20. August 2003–9. April 2015, Faculty of Education Sciences of Malabo)
- Filiberto Ntutumu Nguema Nchama[14] (9. April 2015– , University School of Agricultural, Fisheries and Forest Studies)